# Sodohomè
Sodohomè ist ein Arrondissement im Departement Zou im westafrikanischen Staat Benin. Es ist eine Verwaltungseinheit, die der Gerichtsbarkeit der Kommune Bohicon untersteht.

## Demografie und Verwaltung
Gemäß der Volkszählung 2013 des beninischen Statistikamtes INSAE hatte das Arrondissement 18.814 Einwohner, davon waren 9023 männlich und 9791 weiblich.
Von den 66 Dörfern und Quartieren der Kommune Bohicon entfallen zehn auf Sodohomè:
1. Adanminakougon
2. Alikpa
3. Edjêgbinmêgon
4. Lokodavè
5. Lokozoun
6. Madjè
7. Sodohomè
8. Todo
9. Vèhou
10. Zounkpa-Agbotogon